# 萧革
萧革（？—1064年），字胡突堇，小字滑哥。辽国将领。契丹人。国舅房林牙（契丹官名，掌文翰）萧和尚的儿子。

## 生平
萧革自幼机警聪明，智略过人，为同辈所称道。他善阿谀上司。辽圣宗太平初年（1021年）始露名声，出仕为官。开泰初年，在负责皇帝生活起居和日常杂务的北面著帐宫中。辽兴宗重熙初年，为贺宋正旦使，拜北面林牙，掌文翰。重熙十二年（1043年），为北院枢密副使。重熙十三年（1044年），拜北府宰相。重熙十五年（1046年）十一月，改同知北院枢密事，得兴宗宠信。夷离毕耶律义先弹劾他的奸诈，兴宗不听，蕭革更加谄媚皇帝。重熙十九年（1050年），为南院枢密使，封吴王。重熙二十一年（1052年），改北院枢密使，封郑王，兼中书令。受兴宗遗命，拥立燕赵国王耶律洪基嗣位，是为道宗。清宁四年（1058年），为南院枢密使，徙封楚王，复为北院枢密使。萧革做事常不顾大局，萧阿剌看不过，常从中阻拦，萧革痛恨不已，最终找了个借口排挤萧阿剌去做了东京留守，将其排挤出朝廷。萧阿剌到东京后，清宁七年（1061年），有一次参加道宗在城外对大臣的会面，在道宗面前直言。萧革趁机污蔑说萧阿剌倚仗身份，蔑视皇上，进谗言说：“阿刺恃宠，有慢上心，非臣子礼。”道宗大怒，下令缢杀萧阿剌。后来，道宗觉察到了萧革的险恶，逐渐疏远了他。清宁八年（1062年），萧革致仕，受封郑国王。清宁九年（1063年）秋，耶律重元叛乱，道宗以萧革之子为耶律重元的女婿，参预阴谋，将萧革处死。

## 延伸阅读
[在维基数据编辑]
 《辽史卷一百十三》，出自脱脱《遼史》